# Rostlinné pletivo

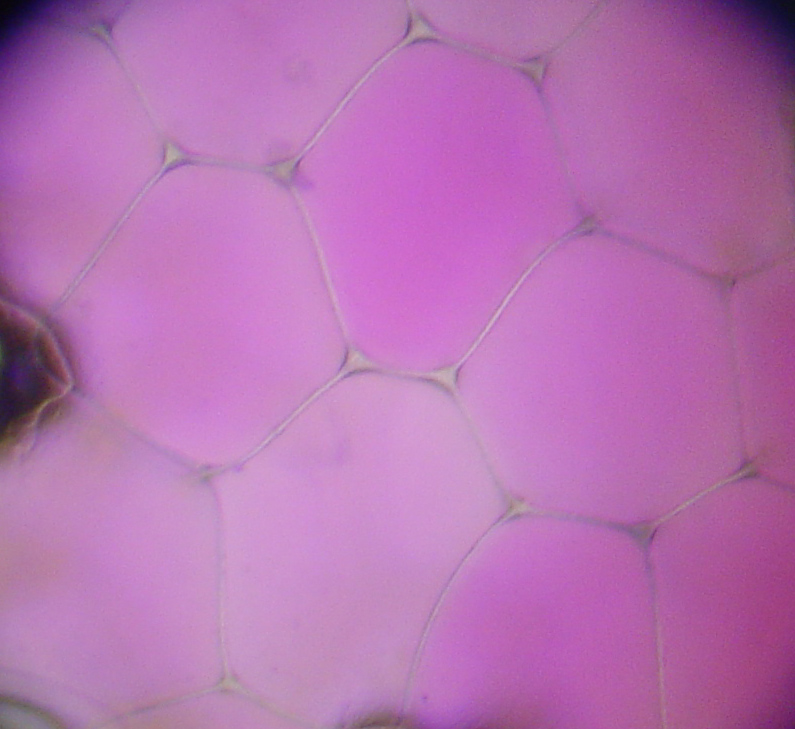
Krycí pletivo rostliny Rheo discolor s obarveným obsahem buněčných vakuol

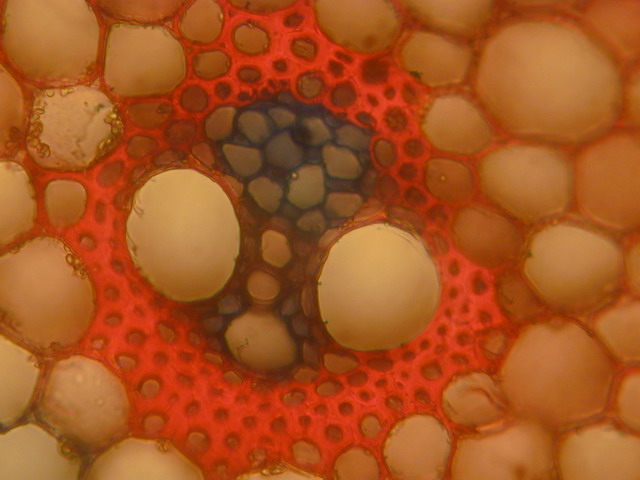
Buňky vodivého pletiva (kukuřice)

Rostlinné pletivo je soubor buněk společného původu, stejné stavby a funkce (podobně jako u živočichů tkáně). V biologii však neexistují ostré hranice a mnohá pletiva se svou stavbou nachází na hranici: proto je lepší definovat pletivo jako soubor buněk společného původu, které mohou mít odlišnou stavbu či funkci, ale společně plní určitou komplexní roli v rostlinném těle.
Studiem pletiv, stejně pak jako studiem tkání, se zabývá histologie.
Termín „pletivo“ je zejména v poslední době na ústupu, mimo čistou botaniku (například v genetice a molekulární biologii) se částečně již prosazuje slovo tkáň jakožto obecný termín pro živočišné tkáně i rostlinná pletiva. Příčinou je, že rozdělení pletiva a tkáně je do jisté míry umělé a že řada dalších jazyků (angličtina) toto rozlišení vůbec nezná.

## Dělení rostlinných pletiv

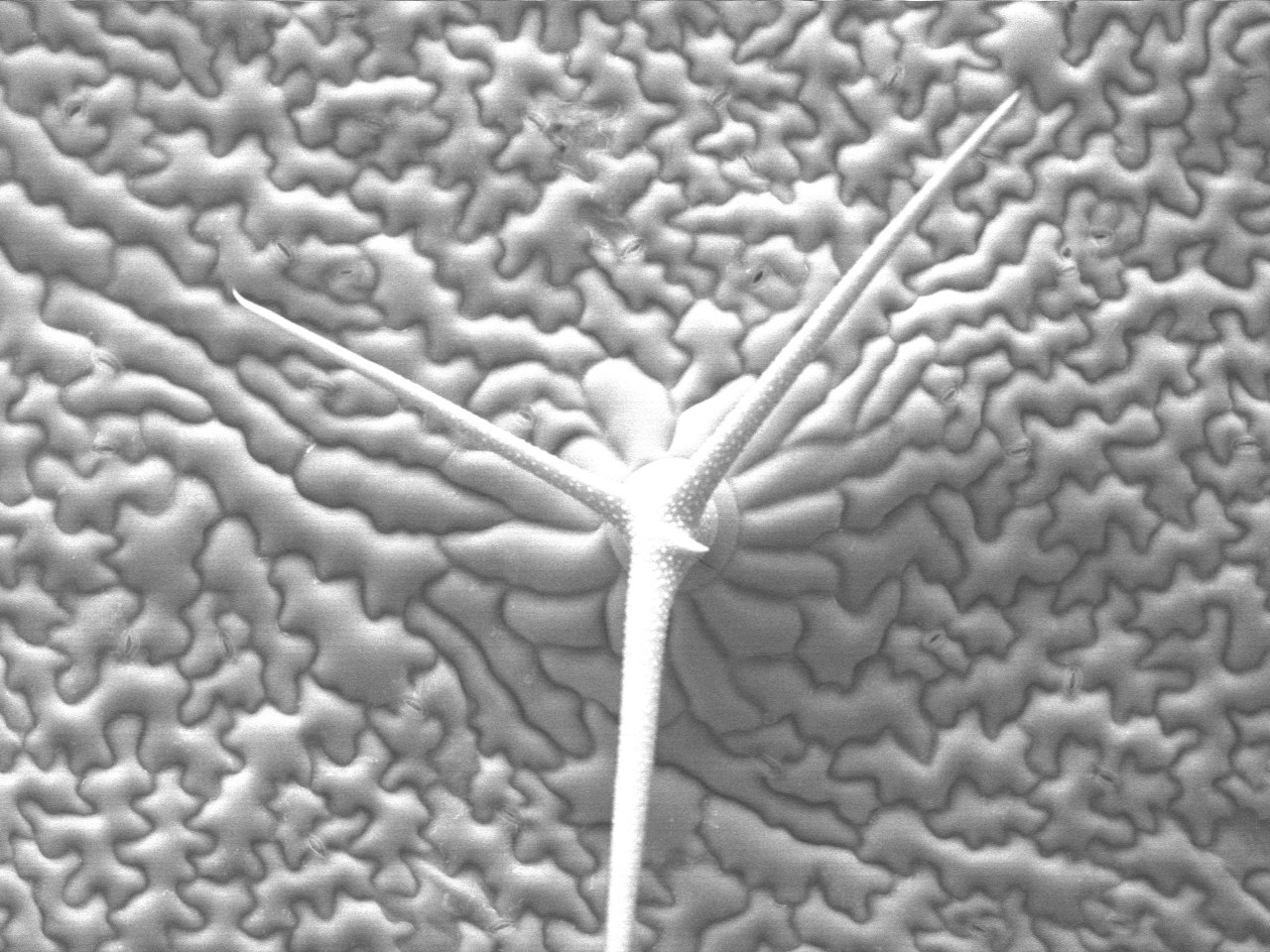
Pohled na pokožku rostlin (SEM mikroskopie)

### Dělivá pletiva (meristémy)
- Původní (protomeristémy) – na růstovém vrcholku stonku a kořene
- Prvotní (primární meristémy) – vznikají z protomeristému, postupně se mění na pletiva trvalá
- Druhotná (sekundární meristémy) – vznikají obnovením dělivé funkce trvalého pletiva (kambium, felogén) u rostlin s druhotným tloustnutím (rostliny, jejichž stonky/kořeny během vývoje tloustnou – hlavně dřeviny).
- Skrytá (latentní meristémy) – buňky dělivého pletiva roztroušené na některých místech mezi buňkami trvalých pletiv, aktivují se jen za určitých okolností

### Trvalá pletiva
Protikladem dělivých pletiv jsou pletiva trvalá, která z dělivých pletiv vznikají. Pletiva trvalá se dají rozdělit podle funkce či podle stavby buněk. Tyto dvě kategorie spolu někdy souvisejí (např. základní pletivo je zároveň parenchym), někdy lze pletivo zařadit jen do jedné kategorie (např. pokožka /dle funkce krycí pletivo/ nemá adekvátní zařazení dle stavby buněk).
- Podle funkce
  - Krycí (pokožka, průduchy, trichomy, hydatody, korek…)
  - Vodivá – cévní svazky s částí dřevní (xylém) a lýkovou (floém)
  - Základní (v prostoru mezi krycími a vodivými): má základní funkce, jako je fotosyntéza, zásoba živin a vody, někdy nadlehčují rostliny, někdy vyměšují pryskyřice a silice
  - Zpevňovací

- Podle tloušťky buněčných stěn a mezibuněčných prostor (Odlišná tloušťka buněčných stěn, která vzniká při sekundárním tloustnutí stěn, předurčuje zvláště budoucí fyzikální vlastnosti pletiva – jako je pevnost, odolnost, pružnost nebo naopak dužnatost či nadýchanost pletiva.)Parenchym - bez černý (Sambucus nigra)Aerenchym s idioblasty leknínu bílého (Nymphaea alba)

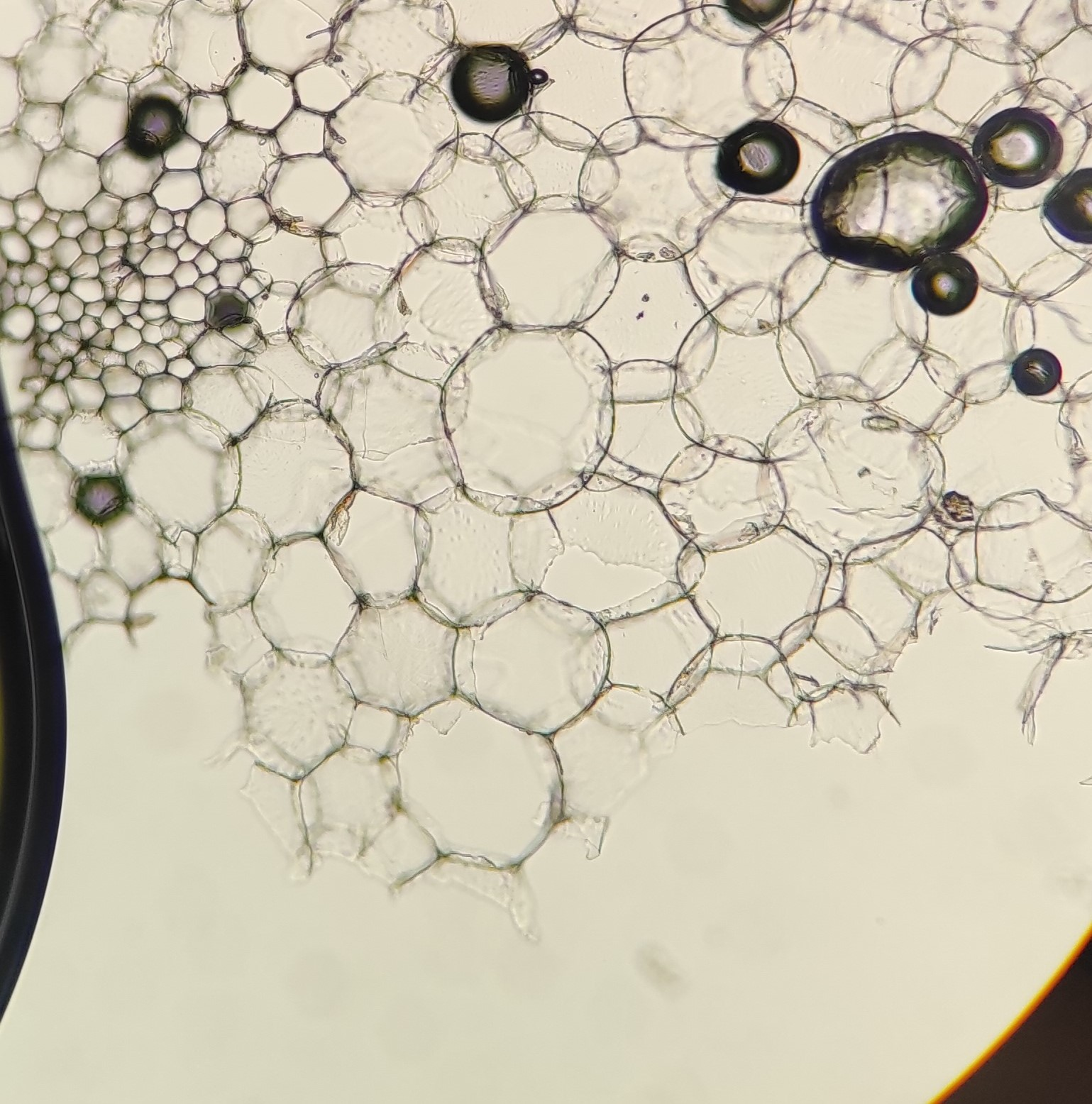
Parenchym - bez černý (Sambucus nigra)

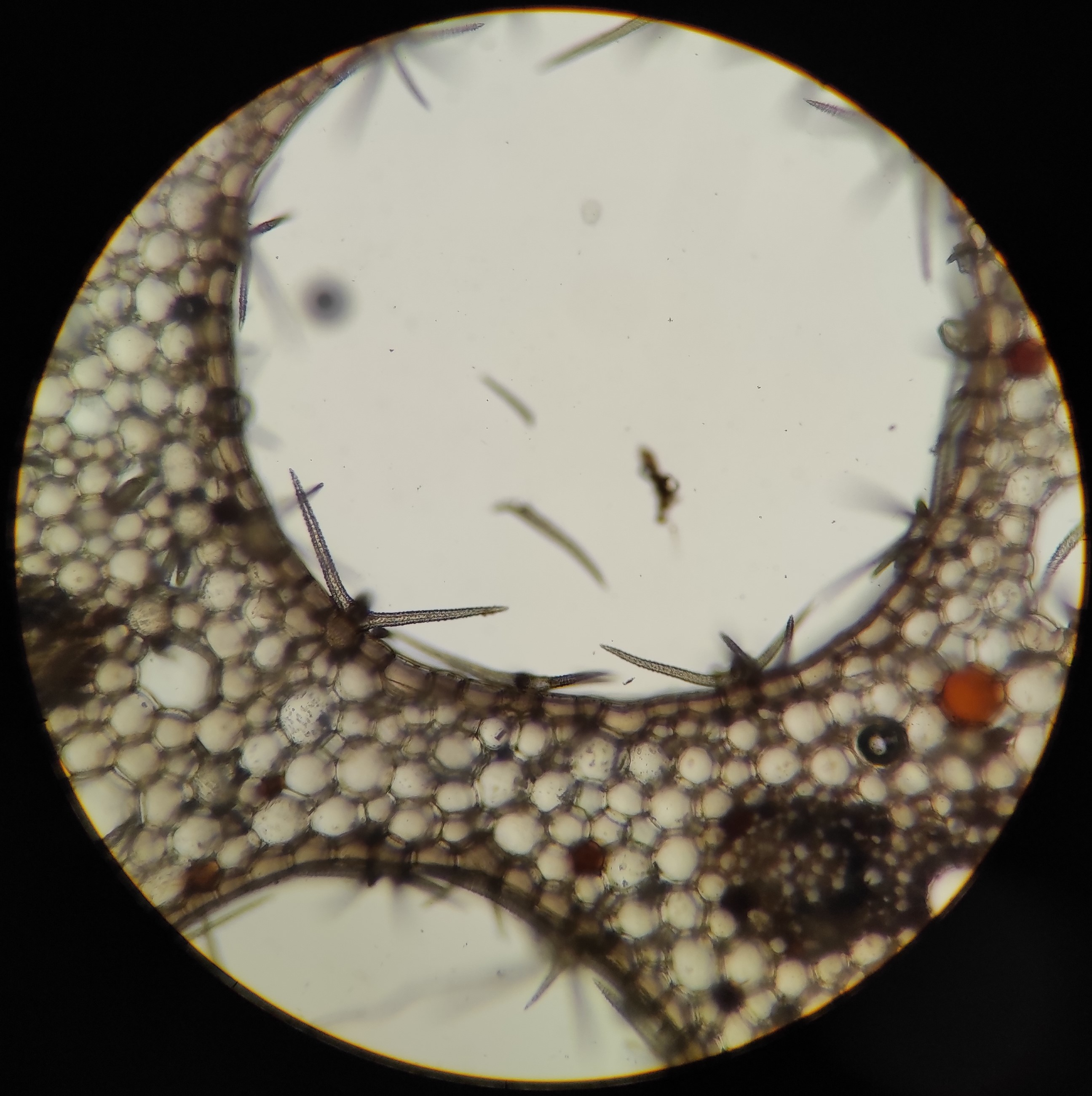
Aerenchym s idioblasty leknínu bílého (Nymphaea alba)

  - Parenchym – tvořen tenkostěnnými buňkami s četnými mezibuněčnými prostory (interceluláry). Toto pletivo je velmi měkké a musí být obvykle chráněno a vyživováno jinými typy pletiv. Podle konkrétní funkce se často vymezují speciální druhy parenchymu:[3]
    - Palisádový parenchym – buňky jednosměrně protáhlé, kolmé k povrchu (hlavní fotosyntetizující pletivo v listech)
    - Mezenchym – kulovité buňky (př. výplně v mladých částech rostlin)Aktinenchym sítiny (Juncus sp.)

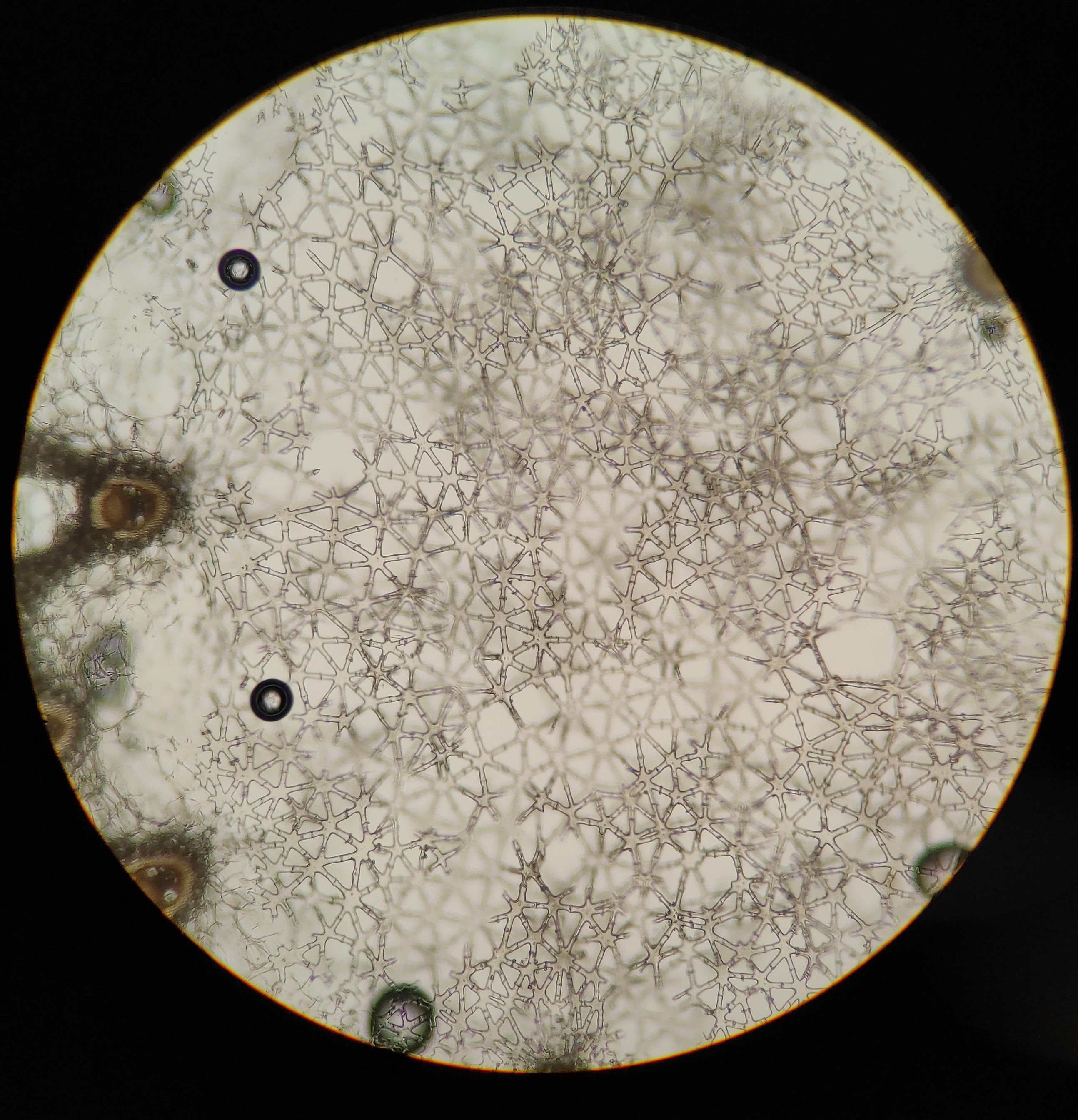
Aktinenchym sítiny (Juncus sp.)

    - Aerenchym – oválné buňky, s mezibuněčnými prostory, které jsou vyplněné vzduchem (častá adaptace u vodních rostlin)
    - Aktinenchym – aerenchym z mrtvých buněk hvězdicovitého tvaru s velkými mezibuněčnými prostory
    - Hydrenchym – řídké pletivo sloužící např. u kaktusů jako zásobárna vody
    - Prosenchym – protažené buňky s šikmými přepážkami, nejsou zde žádné mezibuněčné prostory (př. cévní svazky)
    - Chlorenchym – parenchym s primárně fotosyntetickou funkcí, obsahuje plastidy
    - Transferový parenchym – umožňuje transport na krátkou vzdálenost

  - Kolenchym – buňky mají stěny výrazně ztlustlé v rozích či po stranách (př. řapíky listů), to jim dává zároveň velkou pružnost, či ohebnost, zároveň ale i houževnatost.
    - Rohový kolenchym – ztlustlý v rozích
    - Deskový kolenchym – ztlustlý v stěnách rovnoběžných s povrchem orgánu
    - Mezerový kolenchym – ztlustlý v místech, kde se stýká s intercelulárami

  - Sklerenchym – silně ztlustlé buněčné stěny, buňky propojeny plasmodesmaty. Často bez živého obsahu, jednotlivé buňky – sklereidy. Mají nejčastěji strukturně zpevňovací funkci. (př. stěna pecky, kamenné hrudky v dužině hrušky…)

## Nepravá pletiva hub
Nepravá pletiva jsou typická pro houby (tedy nikoliv rostliny) a vznikla druhotným seskupením původně volných buněk. Patří mezi ně:
- Pseudoparenchym
- Plektenchym
- Prozenchym